# Colpoma
Colpoma Wallr. (poprzecznik) – rodzaj grzybów z rodziny łuszczeńcowatych (Rhytismataceae).

## Systematyka i nazewnictwo
Pozycja w klasyfikacji według Index Fungorum: Rhytismataceae, Rhytismatales, Leotiomycetidae, Leotiomycetes, Pezizomycotina, Ascomycota, Fungi.
Synonimy: Hysterium Tode, Pragmoparopsis Höhn.
Nazwa polska według checklist M.A. Chmiel.

## Gatunki występujące w Polsce
- Colpoma juniperi (P. Karst. ex P. Karst.) Dennis 1958
- Colpoma ledi (Alb. & Schwein.) B. Erikss. 1970
- Colpoma quercinum (Pers.) Wallr. 1833 – poprzecznik dębowy

Nazwy naukowe na podstawie Index Fungorum. Nazwy polskie według A. Chmiel.